# Cambessedesia eichleri
Cambessedesia eichleri är en tvåhjärtbladig växtart som beskrevs av Célestin Alfred Cogniaux. Cambessedesia eichleri ingår i släktet Cambessedesia och familjen Melastomataceae. Inga underarter finns listade i Catalogue of Life.